# Jamshedpur Football Club 2021-2022
Questa voce raccoglie le informazioni riguardanti il Jamshedpur nelle competizioni ufficiali della stagione 2021-2022.

## Organigramma societario

### Staff tecnico
- Owen Coyle - Allenatore
- Sandy Stewart - Vice allenatore
- Noel Wilson - Vice allenatore
- Leslie Cleevely  - Allenatore portieri
- Vivek Nigam  - Fisioterapista

## Rosa
| N. |                      | Ruolo | Calciatore           |
| -- | -------------------- | ----- | -------------------- |
| 1  | India (bandiera)     | P     | Pawan Kumar          |
| 2  | India (bandiera)     | D     | Boris Singh Thangjam |
| 3  | India (bandiera)     | D     | Jitendra Singh       |
| 4  | India (bandiera)     | D     | PC Laldinpuia        |
| 5  | India (bandiera)     | D     | Narender Gahlot      |
| 6  | India (bandiera)     | D     | Ricky Lallawmawma    |
| 7  | India (bandiera)     | C     | Seiminlen Doungel    |
| 8  | India (bandiera)     | C     | Pronay Halder        |
| 10 | Australia (bandiera) | A     | Jordan Murray        |
| 11 | India (bandiera)     | A     | Komal Thatal         |
| 13 | Brasile (bandiera)   | D     | Eli Sabiá            |
| 14 | Brasile (bandiera)   | C     | Alex                 |
| 15 | India (bandiera)     | C     | Mobashir Rahman      |

| N. |                        | Ruolo | Calciatore           |
| -- | ---------------------- | ----- | -------------------- |
| 17 | India (bandiera)       | A     | Farukh Choudhary     |
| 18 | India (bandiera)       | C     | Ritwik Das           |
| 19 | India (bandiera)       | D     | Sandip Mandi         |
| 24 | Scozia (bandiera)      | A     | Greg Stewart         |
| 26 | India (bandiera)       | D     | Laldinliana Renthlei |
| 29 | Inghilterra (bandiera) | D     | Peter Hartley        |
| 30 | India (bandiera)       | D     | Anas Edathodika      |
| 31 | India (bandiera)       | P     | Vishal Yadav         |
| 32 | India (bandiera)       | P     | Rehenesh TP          |
| 45 | India (bandiera)       | A     | Ishan Pandita        |
| 46 | India (bandiera)       | C     | Gorachand Mamdi      |
| 47 | India (bandiera)       | P     | Mohit Singh Dhami    |
|    | Nigeria (bandiera)     | A     | Daniel Chima         |

## Calciomercato
| Acquisti | Acquisti             | Acquisti        | Acquisti   |
| R.       | Nome                 | da              | Modalità   |
| -------- | -------------------- | --------------- | ---------- |
| P        | Rehenesh TP          |                 |            |
| P        | Vishal Yadav         |                 |            |
| P        | Pawan Kumar          |                 |            |
| P        | Mohit Singh Dhami    | Sudeva Delhi    | Definitivo |
| D        | Peter Hartley        |                 |            |
| D        | Eli Sabiá            | Chennaiyin      | Definitivo |
| D        | Anas Edathodika      |                 | Svincolato |
| D        | Sandip Mandi         |                 |            |
| D        | Jitendra Singh       |                 |            |
| D        | Narender Gahlot      |                 |            |
| D        | Ricky Lallawmawma    |                 |            |
| D        | Laldinliana Renthlei |                 |            |
| D        | Karan Amin           |                 |            |
| D        | Boris Singh Thangjam |                 |            |
| C        | Nerijus Valskis      |                 |            |
| C        | Seiminlen Doungel    | FC Goa          | Definitivo |
| C        | Alex                 |                 |            |
| C        | PC Laldinpuia        | Aizawl          | Definitivo |
| C        | Pronay Halder        | ATK Mohun Bagan | Prestito   |
| C        | Ritwik Das           |                 | Svincolato |
| C        | Mobashir Rahman      |                 |            |
| C        | Gorachand Mamdi      |                 |            |
| A        | Jordan Murray        | Kerala Blasters | Definitivo |
| A        | Komal Thatal         | ATK Mohun Bagan | Definitivo |
| A        | Greg Stewart         | Rangers         | Definitivo |
| A        | Ishan Pandita        | FC Goa          | Definitivo |
| A        | Farukh Choudhary     |                 |            |

| Cessioni | Cessioni            | Cessioni     | Cessioni   |
| R.       | Nome                | a            | Modalità   |
| -------- | ------------------- | ------------ | ---------- |
| P        | Raj Mahato          | Peerless     | Definitivo |
| P        | Niraj Kumar         | Real Kashmir | Prestito   |
| D        | Joyner Lourenco     | East Bengal  | Definitivo |
| D        | Stephen Eze         |              | Svincolato |
| D        | Manash Protim Gogoi | TRAU         | Definitivo |
| C        | Aitor Monroy        |              | Svincolato |
| C        | Isaac Vanmalsawma   |              | Svincolato |
| C        | Pukhrambam Manisana | NEROCA       | Definitivo |
| C        | Nicholas Fitzgerald |              | Svincolato |
| C        | Harsha Parui        | Peerless     | Definitivo |
| A        | David Grande        | Calahorra    | Definitivo |
| A        | Bhupender Singh     | Real Kashmir | Definitivo |
| A        | William Lalnunfela  |              | Svincolato |
| A        | Aniket Jadhav       | Hyderabad    | Definitivo |

### Mercato invernale
| Acquisti | Acquisti     | Acquisti    | Acquisti   |
| R.       | Nome         | da          | Modalità   |
| -------- | ------------ | ----------- | ---------- |
| A        | Daniel Chima | East Bengal | Definitivo |

| Cessioni | Cessioni        | Cessioni   | Cessioni   |
| R.       | Nome            | a          | Modalità   |
| -------- | --------------- | ---------- | ---------- |
| D        | Karan Amin      | Odisha     | Definitivo |
| C        | Nerijus Valskis | Chennaiyin | Definitivo |

### Cambio di allenatore

#### Post stagione
| Allenatore in uscita | Motivo         | Dal           | Fino al       | Allenatore in entrata | A partire dal |
| -------------------- | -------------- | ------------- | ------------- | --------------------- | ------------- |
| Owen Coyle           | Fine contratto | 6 agosto 2020 | 22 marzo 2022 |                       |               |

## Risultati

### Indian Super League
| Arbitro: | Crystal J. |

|                 |           |                     |
| Franjo Prce 17’ | Marcatori | 45+6’ Peter Hartley |

| Arbitro: | Nathan S. |

|                   |           |                                            |
| Airam Cabrera 86’ | Marcatori | 51’, 61’ Nerijus Valskis 80’ Jordan Murray |

| Arbitro: | Mondal P. |

|                  |           |                         |
| Greg Stewart 41’ | Marcatori | 57’ Bartholomew Ogbeche |

| Arbitro: | Rowan A. |

|                                |           |                  |
| Seiminlen Doungel 37’ Alex 85’ | Marcatori | 89’ Pritam Kotal |

| Arbitro: | Purkayastha A. |

|                                                              |           |                                |
| Cassinho 3’ Bipin Singh 18’ Igor Angulo 24’ Ygor Catatau 70’ | Marcatori | 49’ Komal Thatal 55’ Eli Sabiá |

| Arbitro: | Srikrishna C. |

|  |           |                                            |
|  | Marcatori | 3’ Peter Hartley 4’, 21’, 35’ Greg Stewart |

| Bambolim 20 dicembre 2021, ore 15:00 UTC+5:30 8ª giornata | Jamshedpur | 0 – 0 referto | Bengaluru | Bambolim Athletic Stadium (0 spett.)\| Arbitro: \| Nathan S. \| |
| Arbitro:                                                  | Nathan S.  |               |           |                                                                 |

| Arbitro: | Mondal P. |

|                       |           |                  |
| Sahal Abdul Samad 27’ | Marcatori | 14’ Greg Stewart |

| Arbitro: | Banerji P. |

|  |           |                      |
|  | Marcatori | 31’ Łukasz Gikiewicz |

| Arbitro: | Rowan A. |

|                                                       |           |                         |
| Jordan Murray 44’ Boris Singh 56’ Ishan Pandita 90+3’ | Marcatori | 4’, 90+1’ Deshorn Brown |

| Arbitro: | Crystal J. |

|                   |           |  |
| Ishan Pandita 88’ | Marcatori |  |

| Arbitro: | Venkatesh R. |

|  |           |                                                                 |
|  | Marcatori | 5’ (A.g.) Chinglensana Singh 28’ Peter Hartley 65’ Daniel Chima |

| Arbitro: | Kundu H. |

|                                              |           |                                           |
| Greg Stewart 9’, 90+3’ (Rig.) Ritwik Das 30’ | Marcatori | 57’ Rahul Bheke 86’ (Rig.) Diego Maurício |

| Arbitro: | Purkayastha A. |

|                  |           |  |
| Daniel Chima 49’ | Marcatori |  |

| Arbitro: | Srikrishna C. |

|                                            |           |                 |
| Sunil Chhetri 55’ Cleiton Silva 62’, 90+4’ | Marcatori | 1’ Daniel Chima |

| Arbitro: | Kanojia A. |

|                                                     |           |  |
| Greg Stewart 45’ (Rig.) 48’ (Rig.) Daniel Chima 54’ | Marcatori |  |

| Arbitro: | Crystal J. |

|  |           |                |
|  | Marcatori | 56’ Ritwik Das |

| Arbitro: | Mondal P. |

|                                                                          |           |                         |
| Daniel Chima 23’, 26’ Ritwik Das 54’ Jordan Murray 71’ Ishan Pandita 87’ | Marcatori | 45+1’ Paul Ramfangzauva |

| Arbitro: | Rowan A. |

|                                      |           |                                                          |
| Laldanmawia Ralte 66’ Marcelinho 68’ | Marcatori | 35’ Seiminlen Doungel 58’ Greg Stewart 85’ Jordan Murray |

| Arbitro: | Nagvenkar T. |

|                     |           |                                                                                    |
| Nerijus Valskis 62’ | Marcatori | 23’ Ritwik Das 33’ Boris Singh Thangjam 40’ Daniel Chima 46’ (A.g.) Deepak Devrani |

### Semifinali
| Arbitro: | Nagvenkar T. |

|  |           |                       |
|  | Marcatori | 38’ Sahal Abdul Samad |

| Arbitro: | Kundu H. |

|                 |           |                   |
| Adrián Luna 18’ | Marcatori | 50’ Pronay Halder |

#### Andamento in campionato
| Giornata  | 1 | 2 | 3 | 4 | 5 | 6 | 7 | 8 | 9 | 10 | 11 | 12 | 13 | 14 | 15 | 16 | 17 | 18 | 19 | 20 | 21 | 22 |
| --------- | - | - | - | - | - | - | - | - | - | -- | -- | -- | -- | -- | -- | -- | -- | -- | -- | -- | -- | -- |
| Luogo     | T | T | C | C | T | T | X | C | T | C  | C  | C  | T  | C  | C  | X  | T  | C  | T  | C  | T  | T  |
| Risultato | N | V | N | V | P | V | X | N | N | P  | V  | V  | V  | V  | V  | X  | P  | V  | V  | V  | V  | V  |
| Posizione | 6 | 2 | 5 | 2 | 4 | 2 | 3 | 3 | 4 | 6  | 4  | 2  | 2  | 1  | 1  | 1  | 1  | 1  | 1  | 1  | 1  | 1  |

Legenda:

Luogo: C = Casa; T = Trasferta. Risultato: V = Vittoria; N = Pareggio; P = Sconfitta.

### Durand Cup

#### 1º turno
| Calcutta 6 settembre 2021, ore 15:00 UTC+5:30 1ª giornata | Jamshedpur | 1 – 0 referto | Sudeva Delhi | Mohun Bagan Ground |
| \| \| \| \| \| Lalruatmawia 33’ \| Marcatori \| \|        |            |               |              |                    |
|                                                           |            |               |              |                    |
| Lalruatmawia 33’                                          | Marcatori  |               |              |                    |

| Calcutta 10 settembre 2021, ore 15:00 UTC+5:30 2ª giornata                          | Jamshedpur | 1 – 3 referto                 | Army Green | Mohun Bagan Ground |
| \| \| \| \| \| J. Singh 61’ (Rig.) \| Marcatori \| 43’, 49’ D. Singh 57’ Chhetri \| |            |                               |            |                    |
|                                                                                     |            |                               |            |                    |
| J. Singh 61’ (Rig.)                                                                 | Marcatori  | 43’, 49’ D. Singh 57’ Chhetri |            |                    |

| Calcutta 17 settembre 2021, ore 15:00 UTC+5:30 3ª giornata                      | Jamshedpur | 0 – 5 referto                                 | FC Goa | Salt lake Stadium |
| \| \| \| \| \| \| Marcatori \| 20’, 44’ Murgaokar 26’ Rebello 46’, 81’ Nemil \| |            |                                               |        |                   |
|                                                                                 |            |                                               |        |                   |
|                                                                                 | Marcatori  | 20’, 44’ Murgaokar 26’ Rebello 46’, 81’ Nemil |        |                   |

#### Andamento
| Giornata  | 1 | 2 | 3 |  |
| --------- | - | - | - |  |
| Luogo     | C | T | C |  |
| Risultato | V | P | P |  |
| Posizione | 2 | 3 | 3 |  |

Legenda:

Luogo: C = Casa; T = Trasferta. Risultato: V = Vittoria; N = Pareggio; P = Sconfitta.